# 瓦勒勒伊
瓦勒勒伊（法語：Vallereuil，法語發音：[valʁœj]）是法国多尔多涅省的一个市镇，属于佩里格区。

## 地理
瓦勒勒伊（45°4'21"N, 0°30'5"E）面积9.27 平方千米，位于法国新阿基坦大区多爾多涅省，该省份为法国西南部内陆省份，是法國本土面积第三大的省，大致对应佩里戈尔地区，北起顺时针与夏朗德省、上维埃纳省、科雷兹省、洛特省、洛特-加龙省、吉倫特省和滨海夏朗德省接壤。
与瓦勒勒伊接壤的市镇（或旧市镇、城区）包括：讷维克、格里尼奥勒、圣让代斯蒂萨克、圣塞韦兰代斯蒂萨克。

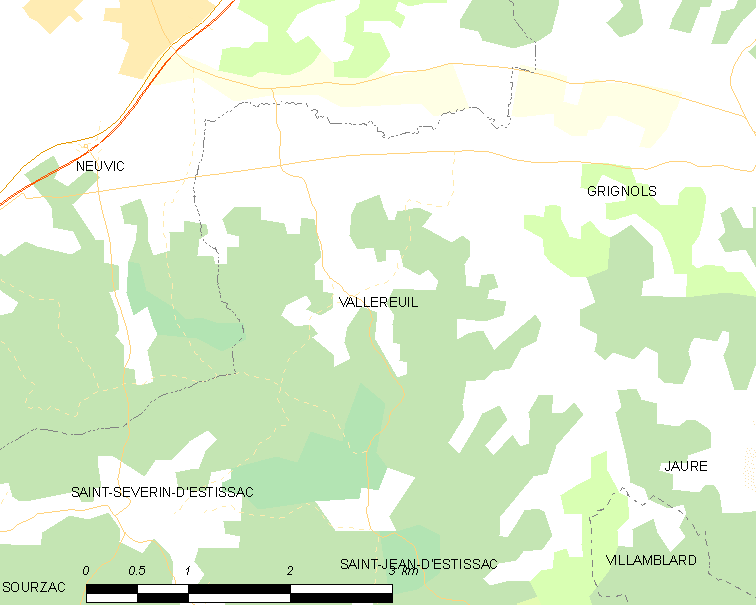
瓦勒勒伊的OSM定位图

瓦勒勒伊的时区为UTC+01:00、UTC+02:00（夏令时）。

## 行政
瓦勒勒伊的邮政编码为24190，INSEE市镇编码为24562。

## 政治
瓦勒勒伊所属的省级选区为伊勒河谷县。

## 人口

1962-2008年间瓦勒勒伊人口变化图示

瓦勒勒伊于2022年1月1日时的人口数量为261人。